# Норман П. Баррі
Но́рман Па́трік Ба́ррі (англ. Norman Patrick Barry; 25 червня 1944 — 21 жовтня 2008) — англійський політичний філософ, найбільш відомий як представник класичного лібералізму, прибічник ідей Австрійської школи. Більшу частину своєї кар'єри він був професором соціальної та політичної теорії в Букінгемському університеті.

## Кар'єра
Баррі рік викладав у Королівському університеті Белфаста в Північній Ірландії.  Потім він повернувся до Англії, щоб працювати в Бірмінгемській політехніці, де почав вивчати ідеї класичного лібералізму та лібертаріанства, зокрема праці Фрідріха Гаєка та Джона Джукса. Згодом він вивчав ідеї австрійської школи економіки, включаючи таких авторів, як Людвіг фон Мізес і Мюррей Ротбард, а також праці Айн Ренд, хоча остання йому не подобалася. Його перша книга, опублікована в 1979 році, присвячена філософії Гаєка. Його друга книга, випущена в 1981 році, була підручником політичної теорії з «виразною лібертаріанською позицією».
У 1982 році він став викладачем політики в Букінгемському університеті, який на той час був єдиним приватним університетом у Великобританії.  У 1984 році його підвищили на посаду кафедри соціальної та політичної теорії. Його робота займала дедалі явнішу лібертаріанську позицію, захищаючи бізнес на вільному ринку та критикуючи програми соціального забезпечення.
Баррі був експертом з Конституції Сполучених Штатів і працював з кількома американськими організаціями, зокрема з Центром соціальної філософії та політики при Державному університеті Боулінг-Грін, Фондом свободи та Інститутом Людвіга фон Мізеса.  Він відвідував країну так часто, що в один момент йому заборонили в'їзд через перевикористання його візи.
Був членом консультативної ради Інституту економічних питань. Він також співпрацював з Інститутом вивчення громадянського суспільства та Інститутом Девіда Юма.

## Особисте життя
Баррі народився в Нортгемптоні в родині Дорін і Тіма Баррі. Його мати померла, коли йому було дев'ять років, після чого він виховувався батьком і тіткою. Він відвідував Нортгемптонську граматичну школу, а потім Ексетерський університет. Баррі був одружений, але розлучився в 1985 році.  У 1990-х роках розсіяний склероз почав заважати його діяльності, але він продовжував працювати.  Він помер від ускладнень хвороби 21 жовтня 2008 року.

## Нагороди та відзнаки
У 2005 році він отримав довічну нагороду «Свобода в теорії» від Лібертаріанського альянсу.
У 2009 році Букінгемський університет заснував стипендію на честь Баррі, яку присуджуватиме Центр вивчення свободи імені Макса Белоффа.

## Наукові праці
- Барри, Норман. Традиция спонтанного порядка (рос.) / Переклад з англ. Н. Афончиної за ред. В. Золотарьова // Liberty Education Project, 2024-10-23